# Zapasy na Letnich Igrzyskach Olimpijskich 1980 – kategoria do 57 kg w stylu klasycznym
Zmagania mężczyzn w wadze 57 kg to jedna z dziesięciu męskich konkurencji w zapasach w stylu klasycznym rozgrywanych podczas Letnich Igrzysk Olimpijskich 1980. Pojedynki w tej kategorii wagowej odbyły się w dniach 22 – 24 lipca.

## Klasyfikacja[2]
| Pozycja | Nazwisko               | Kraj           |
| ------- | ---------------------- | -------------- |
| 1       | Szamil Serikow         | ZSRR           |
| 2       | Józef Lipień           | Polska         |
| 3       | Benni Ljungbeck        | Szwecja        |
| 4       | Mihai Boțilă           | Rumunia        |
| 5       | Antonino Caltabiano    | Włochy         |
| 6       | Josef Krysta           | Czechosłowacja |
| 7       | Gyula Molnár           | Węgry          |
| 8       | Georgi Donew           | Bułgaria       |
| 9       | Pertti Ukkola          | Finlandia      |
| 10      | Mohamed Moutei Nakdali | Syria          |
| 11      | Herbert Nigsch         | Austria        |
| .       | Julien Mewis           | Belgia         |
| .       | Leonel Pérez           | Kuba           |

## Zasady
Przyjęto zasadę punktów karnych, gdzie zdobycie sześciu punktów lub więcej eliminowało zawodnika z turnieju. Kolejność miejsc medalowych ustalona została w specjalnej rundzie finałowej, z udziałem trzech zawodników z najmniejszą liczbą takich punktów.
- TF — Łopatki
- DQ — Dyskwalifikacja za pasywność
- D1 — Dyskwalifikacja za pasywność, zwycięzca również był pasywny
- D2 — Dyskwalifikacja obu zawodników za pasywność
- TPP — Punkty karne razem
- MPP — Punkty karne pojedynku

## Punktacja
- 0 — Wygrana na łopatki, przewagę techinczną, pasywność, kontuzję
- 0.5 — Wygrana na punkty  (8-11 punktów różnicy)
- 1 — Wygrana na punkty  (1-7 punktów różnicy)
- 2 — Dyskwalifikacja za pasywność, zwycięzca również był pasywny
- 3 — Przegrana na punkty (1-7 punktów różnicy)
- 3.5 — Przegrana na punkty (8-11 punktów różnicy)
- 4 — Przegrana na łopatki, przewagę techiczną, pasywność, kontuzję

## Wyniki[3]

### Pierwsza runda
| TPP | MPP |                     | Wynik\|Czas |                        | MPP | TPP |
| --- | --- | ------------------- | ----------- | ---------------------- | --- | --- |
| 4   | 4   | Julien Mewis        | TF / 2:28   | Szamil Serikow         | 0   | 0   |
| 0.5 | 0.5 | Mihai Boțilă        | 14 - 3      | Mohamed Moutei Nakdali | 3.5 | 3.5 |
| 0   | 0   | Antonino Caltabiano | DQ / 6:45   | Herbert Nigsch         | 4   | 4   |
| 0   | 0   | Benni Ljungbeck     | DQ / 5:27   | Leonel Pérez           | 4   | 4   |
| 4   | 4   | Pertti Ukkola       | TF / 7:23   | Georgi Donew           | 0   | 0   |
| 1   | 1   | Józef Lipień        | 11 - 5      | Josef Krysta           | 3   | 3   |
| 0   |     | Gyula Molnár        |             | Bez walki              |     |     |

### Druga runda
| TPP | MPP |                        | Wynik\|Czas |                     | MPP | TPP |
| --- | --- | ---------------------- | ----------- | ------------------- | --- | --- |
| 0   | 0   | Gyula Molnár           | TF / 4:26   | Julien Mewis        | 4   | 8   |
| 0   | 0   | Szamil Serikow         | TF / 1:25   | Mihai Boțilă        | 4   | 4.5 |
| 7.5 | 4   | Mohamed Moutei Nakdali | DQ / 7:37   | Antonino Caltabiano | 0   | 0   |
| 8   | 4   | Herbert Nigsch         | DQ / 7:05   | Benni Ljungbeck     | 0   | 0   |
| 8   | 4   | Leonel Pérez           | DQ / 8:43   | Pertti Ukkola       | 0   | 4   |
| 4   | 4   | Georgi Donew           | TF / 7:17   | Józef Lipień        | 0   | 1   |
| 3   |     | Josef Krysta           |             | Bez walki           |     |     |

### Trzecia runda
| TPP | MPP |                 | Wynik\|Czas |                     | MPP | TPP |
| --- | --- | --------------- | ----------- | ------------------- | --- | --- |
| 3   | 0   | Josef Krysta    | TF / 4:00   | Gyula Molnár        | 4   | 4   |
| 1   | 1   | Szamil Serikow  | 3 - 2       | Antonino Caltabiano | 3   | 3   |
| 5.5 | 1   | Mihai Boțilă    | 6 - 4       | Pertti Ukkola       | 3   | 7   |
| 1   | 1   | Benni Ljungbeck | 10 - 4      | Georgi Donew        | 3   | 7   |
| 1   |     | Józef Lipień    |             | Bez walki           |     |     |

### Czwarta runda
| TPP | MPP |                 | Wynik\|Czas |                     | MPP | TPP |
| --- | --- | --------------- | ----------- | ------------------- | --- | --- |
| 2   | 1   | Józef Lipień    | 10 - 4      | Gyula Molnár        | 3   | 7   |
| 7   | 4   | Josef Krysta    | DQ / 7:58   | Szamil Serikow      | 0   | 1   |
| 7.5 | 2   | Mihai Boțilă    | D1 / 8:11   | Antonino Caltabiano | 4   | 7   |
| 1   |     | Benni Ljungbeck |             | Bez walki           |     |     |

### Piąta runda
| TPP | MPP |                 | Wynik\|Czas |                | MPP | TPP  |
| --- | --- | --------------- | ----------- | -------------- | --- | ---- |
| 5   | 4   | Benni Ljungbeck | TF / 2:42   | Szamil Serikow | 0   | 1    |
| 6   | 4   | Józef Lipień    | D2 / 8:37   | Mihai Boțilă   | 4   | 11.5 |

### Runda finałowa
Zaliczone pojedynki z wcześniejszych rund
| TPP | MPP |                 | Wynik\|Czas |                | MPP | TPP |
| --- | --- | --------------- | ----------- | -------------- | --- | --- |
|     | 4   | Benni Ljungbeck | TF / 2:42   | Szamil Serikow | 0   |     |
| 8   | 4   | Benni Ljungbeck | D2 / 8:25   | Józef Lipień   | 4   |     |
| 1   | 1   | Szamil Serikow  | 11 - 4      | Józef Lipień   | 3   | 7   |